# 台39線
台39線（たいさんじゅうきゅうせん）は、台南市新化区から高雄市阿蓮区に至る台湾省道であり、計画段階では「高鉄橋下台南段道路（こうてつはししもたいなだんどうろ）」と呼ばれていた。

## 概要
- 全長：18.83Km
- 起点：台南市新化区（台20線の交差地点）
- 終点：高雄市阿蓮区（台28線の交差地点）
- 経由地：

## 歴史
| 年 | 月日 | 事跡 |
| -- | ---- | ---- |

## 通過する自治体
- 台南市
  - 新化区 - 帰仁区

- 高雄市
  - 阿蓮区